# Islas Querquenes

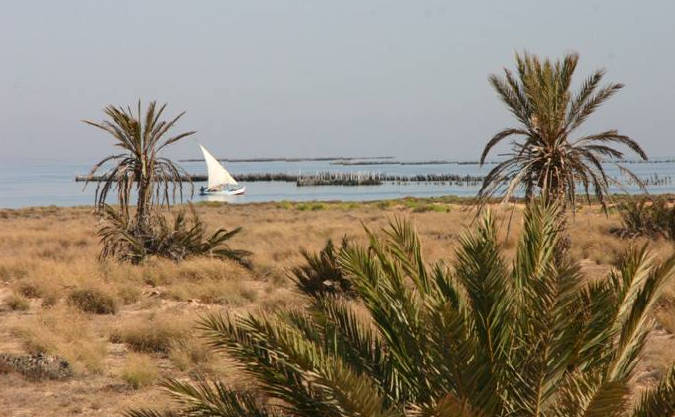
Vista de la isla de Chergui, al norte de Sidi Youssef

Las islas Querquenes son un archipiélago situado en la costa oriental de Túnez (en árabe: قرقنة; en francés: îles Kerkennah ), en el golfo de Gabes. Las islas son bajas y no superan los 13 metros sobre el nivel del mar. Las islas principales son Chergui y Gharbi. El archipiélago tiene una superficie de 180 km² y una población de 14400 personas en el año 2006.
La principal ciudad del archipiélago de Kerkennah es Remla (en la isla de Chergui), que tiene una población de 2000 habitantes.
Las islas han sido declaradas el 2 de febrero de 2012 sitio Ramsar (n.º 1704).

## Batallas e incursiones
El 20 de febrero de 1511 desembarcó en la mayor de las islas una avanzada de 400 hombres al mando del coronel veneciano Jerónimo Vianelo, pero la traición de un alférez dio al traste con la misión cuando los lugareños refugiados en un extremo de la isla degollaron por la noche a Vianelo y sus hombres cuando dormían. Tras esto el Conde de Oliveto, Pedro Navarro, tuvo que retirarse.
El 24 de junio de 1576, tras la pérdida de Túnez, el Tercio Costa de Granada se embarcó en la flota de Álvaro de Bazán y Guzmán para asolar el archipiélago.
El 28 de septiembre de 1611, España atacó la fortaleza de Querquenes con treinta y cuatro galeras, doce de las escuadras de Nápoles, diez de Génova, siete de Sicilia y cinco de Malta, conquistándola. Fueron hundidas once embarcaciones de procedencia turca y berberisca y capturados quinientos turcos a los que pusieron a los remos.